# Vlag van Landerd

De vlag van de gemeente Landerd
(1994-2022)

De vlag van Landerd werd op 6 juli 1994 door de gemeenteraad van de Noord-Brabantse gemeente Landerd aangewezen de gemeentelijke vlag. Deze Nederlandse gemeente was in 1994 ontstaan door samenvoeging van de gemeenten Zeeland en Schaijk. In plaats van symbolen uit de wapens van de voorgaande gemeenten te gebruiken heeft de Hoge Raad van Adel ervoor gekozen de naam van de nieuwe gemeente als uitgangspunt te gebruiken. De keper symboliseert die: Landerd komt van landweer, een dijk ter bescherming tegen het water of een vijand. De bloem is een heidebloem, maar deze is niet algemeen bekend in de heraldiek. Hierom verzocht de HRvA de gemeente de bloem als vierbladig te beschrijven. Zie het artikel over het wapen van de gemeente voor verdere uitleg over de symbolen.
Op 1 januari 2022 is de gemeente Landerd opgegaan in de gemeente Maashorst, waarmee de vlag als gemeentevlag kwam te vervallen. 

## Beschrijving
De officiële beschrijving van de vlag luidt als volgt:
Wit, met uitkomend op 1/3 van de lengte van de vlag een groene keper, waarvan de breedte van de banen 1/7 van de lengte van de vlag is, reikend tot aan het einde van de vlucht. In het midden van de scheiding van broeking en vlucht een rode vierbladige bloem, met een hoogte van 4/7 van de hoogte van de vlag.

## Verwant symbool

Het wapen van Landerd

Aalburg 
· Aarle-Rixtel 
· Alphen en Riel 
· Bakel en Milheeze 
· Beek en Donk 
· Beers 
· Berghem 
· Berkel-Enschot 
· Berlicum 
· Bladel en Netersel 
· Borkel en Schaft 
· Boxmeer 
· Budel 
· Chaam 
· Cuijk 
· Cuijk en Sint Agatha 
· Den Dungen 
· Diessen 
· Dinteloord en Prinsenland 
· Drunen 
· Dussen 
· Engelen 
· Erp 
· Esch 
· Escharen 
· Fijnaart en Heijningen 
· Geffen 
· Geldrop 
· Gemert 
· Giessen 
· Ginneken en Bavel 
· Grave 
· 's Gravenmoer 
· Haaren 
· Halsteren 
· Haps 
· Heesch 
· Heeswijk-Dinther 
· Heeze 
· Helvoirt 
· Hoeven 
· Hooge en Lage Mierde 
· Hooge en Lage Zwaluwe 
· Hoogeloon, Hapert en Casteren 
· Huijbergen 
· Klundert 
· Landerd 
· Leende 
· Liempde 
· Lieshout 
· Lith 
· Luyksgestel 
· Maarheeze 
· Maasdonk 
· Made en Drimmelen 
· Megen, Haren en Macharen 
· Mierlo 
· Mill en Sint Hubert 
· Moergestel 
· Nieuw-Ginneken 
· Nieuw-Vossemeer 
· Nistelrode 
· Nuland 
· Oeffelt 
· Oost-, West- en Middelbeers 
· Oploo, Sint Anthonis en Ledeacker 
· Ossendrecht 
· Oud en Nieuw Gastel 
· Oudenbosch 
· Prinsenbeek 
· Putte 
· Raamsdonk 
· Ravenstein 
· Reusel 
· Riethoven 
· Rijsbergen 
· Rijswijk 
· Roosendaal en Nispen 
· Rosmalen 
· Schaijk 
· Schijndel 
· Sint Anthonis 
· Sint-Oedenrode 
· Sprang-Capelle 
· Standdaarbuiten 
· Terheijden 
· Teteringen 
· Uden 
· Udenhout 
· Veghel
· Vessem, Wintelre en Knegsel 
· Vierlingsbeek 
· Vlijmen 
· Wanroij 
· Waspik 
· Werkendam 
· Westerhoven 
· Willemstad 
· Woudrichem 
· Wouw 
· Zeeland 
· Zevenbergen